# Exechia emarginata
Exechia emarginata är en tvåvingeart som beskrevs av Zaitzev 1988. Exechia emarginata ingår i släktet Exechia och familjen svampmyggor. Inga underarter finns listade i Catalogue of Life.